# 林燕典
林燕典，原名英级，廣東文昌县白延都人，清朝政治人物，进士出身。
道光二十四年（1844年），登甲辰科进士，授江西崇义、永丰县知县，加知州衔，己酉江西房考。